# Neurotraumatologia
Neurotraumatologia - nauka o rozpoznawaniu i leczeniu urazów układu nerwowego będąca częścią neurochirurgii. Ponieważ w zakres zainteresowań neurotraumatologii wchodzą również urazy struktur osłaniających części ośrodkowego układu nerwowego, tj. opon mózgowo-rdzeniowych, czaszki i kręgosłupa, postępowanie w tych przypadkach wymaga często również współpracy chirurgów szczękowo-twarzowych, laryngologów, ortopedów.

Przeczytaj ostrzeżenie dotyczące informacji medycznych i pokrewnych zamieszczonych w Wikipedii.